# Castillo de Baugé
El castillo de Baugé (en francés: Château de Baugé) es un château francés de la época medieval que se erige en la ciudad de Baugé, en la comuna de Baugé-en-Anjou, departamento de Maine y Loira en la región de Centro-Valle de Loira. El edificio fue construido entre 1454 y 1465 por el rey René, duque de Anjou, un gran amante de la caza y es de estilo prerrenacentista, del final del período gótico flamígero. Actualmente el castillo es un museo que permite un recorrido-espectáculo que presenta la vida del rey René.
El castillo fue objeto de una clasificación en el título de los monumentos históricos en 1947.
Aunque pertenece al conjunto cultural de los  castillos del Loira, está algo al norte del ámbito del «Valle del Loira entre Sully-sur-Loire y Chalonnes-sur-Loire» declarado Patrimonio de la Humanidad  en 2000. Sí es miembro de la asociación «Châteaux de la Loire, Vallée des Rois» creada en 2008 para agrupar la oferta turística de conjuntos patrimoniales, clasificados o inscritos en el epígrafe de monumentos históricos o etiquetados como «Jardin remarquable» (jardín notable o destacado), abiertos al público y situados en el valle del Loira.

## Presentación

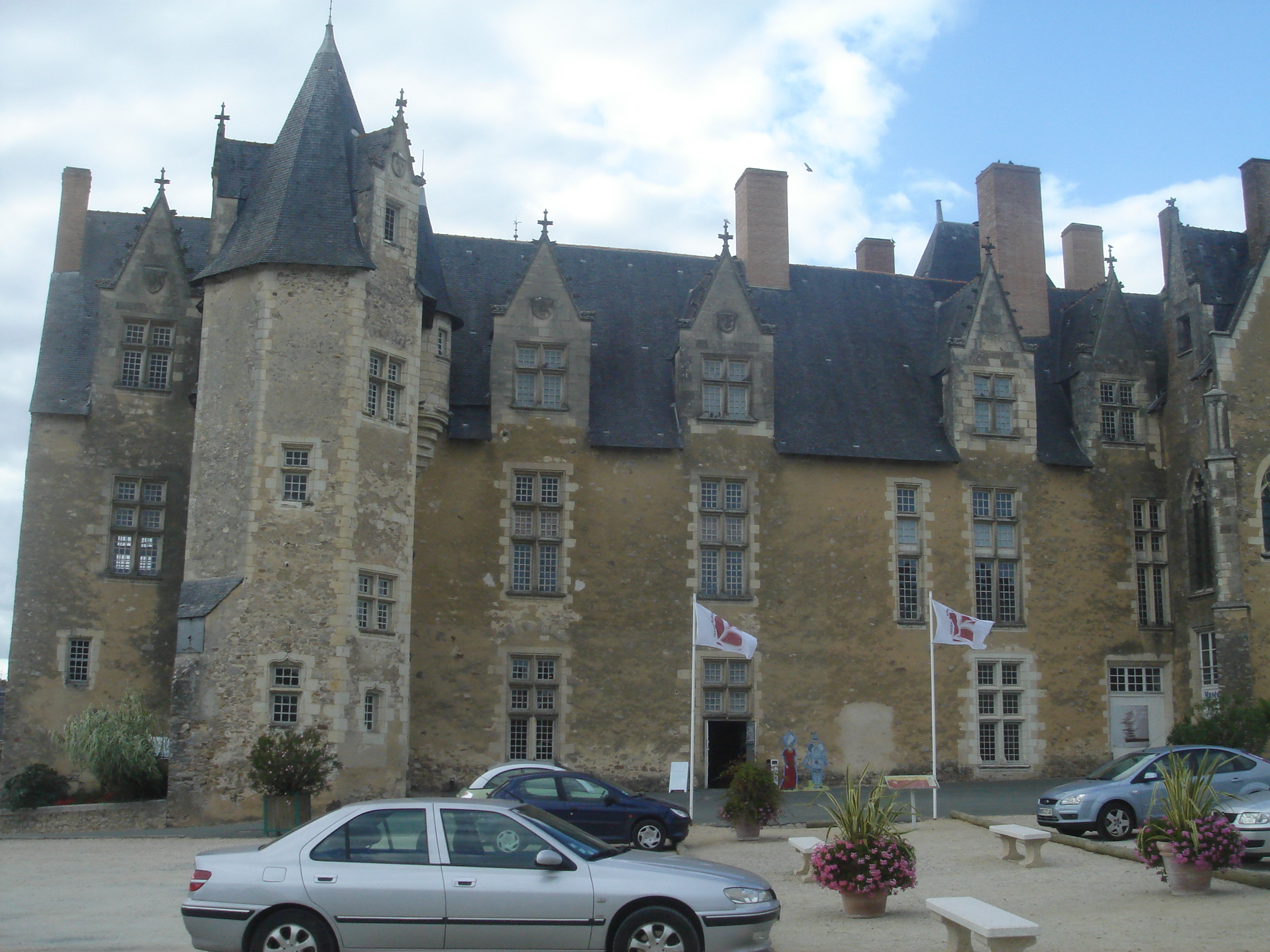
Fachada del castillo

El castillo de Baugé fue construido en el siglo XV por el rey René de Anjou, para convertirlo en su pabellón de caza. Situado en el centro de esta ciudad cerrada de Anjou, desde el 1 de mayo de 2003 alberga un recorrido-espectáculo que representa la vida del rey René, firmado Yves Devraine.
La primera planta del castillo presenta temas tales como la dinastía de los duques de Anjou, el Anjou y Europa, la caballería y los torneos medievales, el amor cortés y la Cruz de Anjou, más tarde, cruz de Lorena. El ático, reacondicionado como sala de espectáculos, permite al visitante sumergirse en un espectáculo de luz y sonido que retrata la vida del rey René y la historia del castillo.

## Historia
En 1007, Foulques III Nerra, conde de Anjou, emprendió la construcción de una fortaleza en la confluencia de dos ríos: el Couasnon y el Altrée, pequeños afluentes del Authion, que desagua en el Loira cerca de Angers. Esta plaza fuerte estaba situada sobre un afloramiento rocoso. Era un sitio defensivo y estratégico que debía enfrentar los posibles ataques del conde de Blois, enemigo de Foulques Nerra.

### Guerra de los Cien Años
En el siglo XV, Yolanda de Aragón (1381-1442), madre de René de Anjou comenzó la construcción de un castillo en el interior de la fortaleza.
El 22 de marzo de 1421, el ejército de Thomas de Lancaster, hermano menor de Enrique V de Inglaterra y el ejército franco-escocés del delfín Carlos, el futuro TCarlos VII dirigido por John Stuart, derrotaron a las tropas inglesas. Sin embargo, como la Guerra de los Cien Años nunca terminaba Yolanda de Aragón prefirió quemar su castillo en 1436 antes que verlo caer en manos de los ingleses.

### Contexto
En 1454, al final de la Guerra de los Cien Años, René I de Anjou, el primero de ese nombre, heredó las ruinas del castillo de su madre en la ciudad de Vieil-Baugé. Este lugar aún estaba coronado por la victoria francesa durante la batalla de Baugé. Hizo construir en él un pabellón de caza de las dimensiones de una mansión señorial, según planos de su arquitecto  Guillaume Robin. Los trabajos se completaron en 1465.

### Sucesiones
En 1480, después de la muerte del rey René, el Anjou fue incorporado a la corona de Francia por Luis XI. El castillo de Baugé verá sucederse gran número de personajes históricos que abandonaron este lugar. Con el tiempo, el castillo se deterioró y acabó en ruinas.
En el siglo XIX, dependiendo ya del departamento, una parte del castillo (ala este) fue asignada a la Gendarmería y la otra parte (ala oeste) se convirtió en la sede del Ayuntamiento.
En el siglo XX, el castillo cambia de ocupantes: caserna de bomberos, sala de justicia, salas municipales y apertura de un primer museo en 1905, el Musée d'art et d'histoire de Baugé.
Después de la Segunda Guerra Mundial, en 1946-1947, bajo la dirección de los Monumentos Históricos, se restauraron las ventanas con parteluces de la fachada. A partir de 1960, se llevaron a cabo importantes trabajos de restauración en el monumento. El año 1994 vio una campaña de excavación completa del sótano. En 2002, se eliminaron todas las instalaciones acumuladas a lo largo de los siglos para restaurar el monumento a su arquitectura original.

## Descripción
Este pabellón de caza tiene grandes salas de honor destinadas a acomodar a los invitados del rey René. Estas salas estaban servidas por una escalera de piedra, cuya columna central es el punto de partida de una bóveda de palma, única en Anjou. Ocho claves de bóveda blasonadas ilustran  el escudo de armas de Anjou, la estrella de Jerusalén, el blasón del reino de Aragón, las hojas de grosella, las iniciales «RI» son las del rey René y su esposa Isabel de Lorena y Juana de Laval. Un oratorio, llamado del Rey René, está iluminado por vidrieras que datan del siglo XIX.
El castillo está construido en mampuestos de piedra caliza y de arenisca, recubierto con una capa de arena y cal.
Por sus fachadas y la torreta de la escalera, sus tejados así como varios elementos interiores (oratorio, salas ubicadas en el este, biblioteca y algunas piezas en el ático), el castillo de Baugé fue clasificado como monumento histórico por decreto del 13 de abril desde 1961. Desde 2011, la cámara privada del rey René (con su mobiliario reconstituido: cama con dosel, asiento, cátedra, atril, mueble biblioteca) y su oratorio son accesibles.

Vistas exteriores
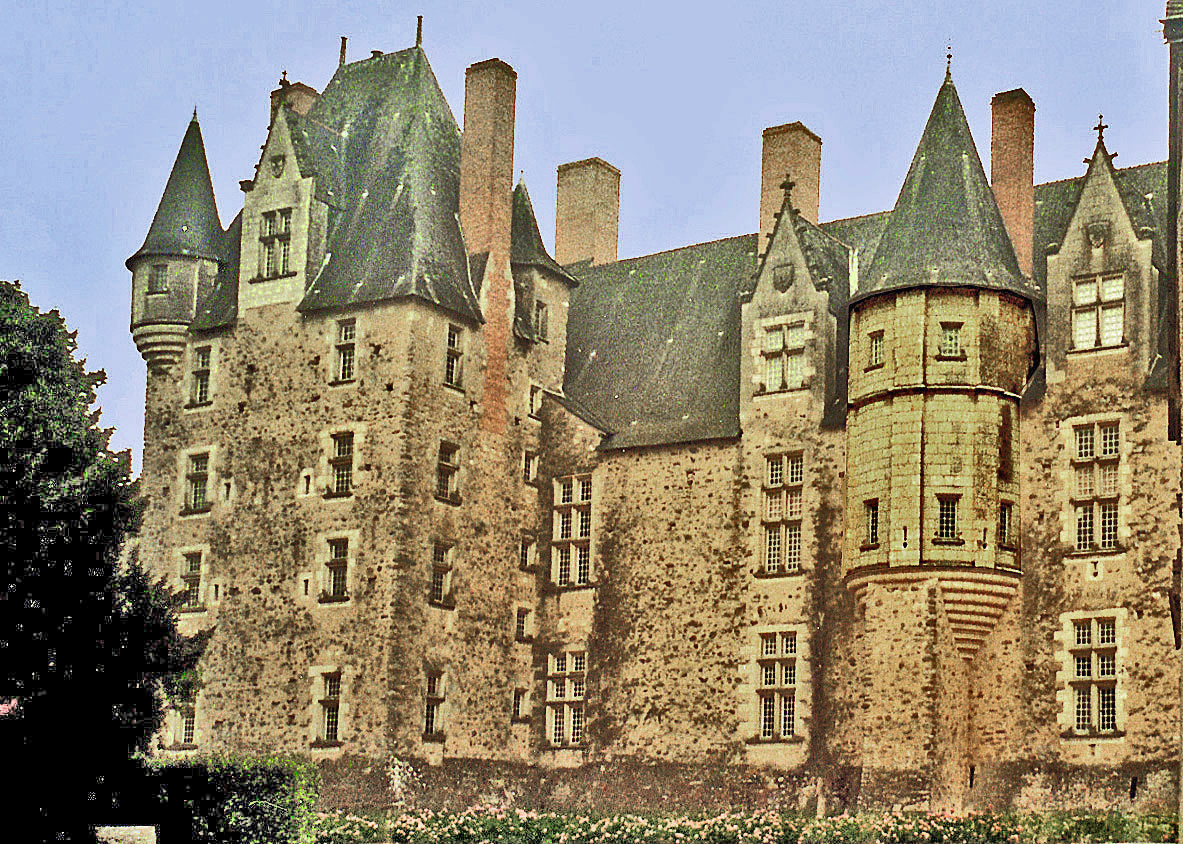
Vista exterior (2003)
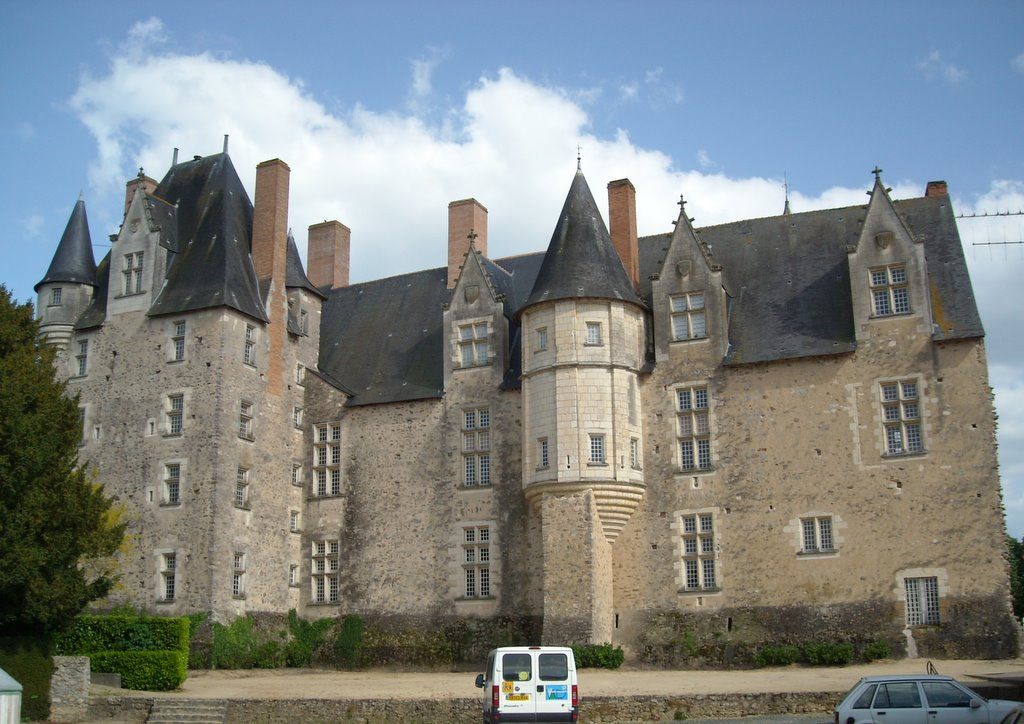
Vista exterior (2011)
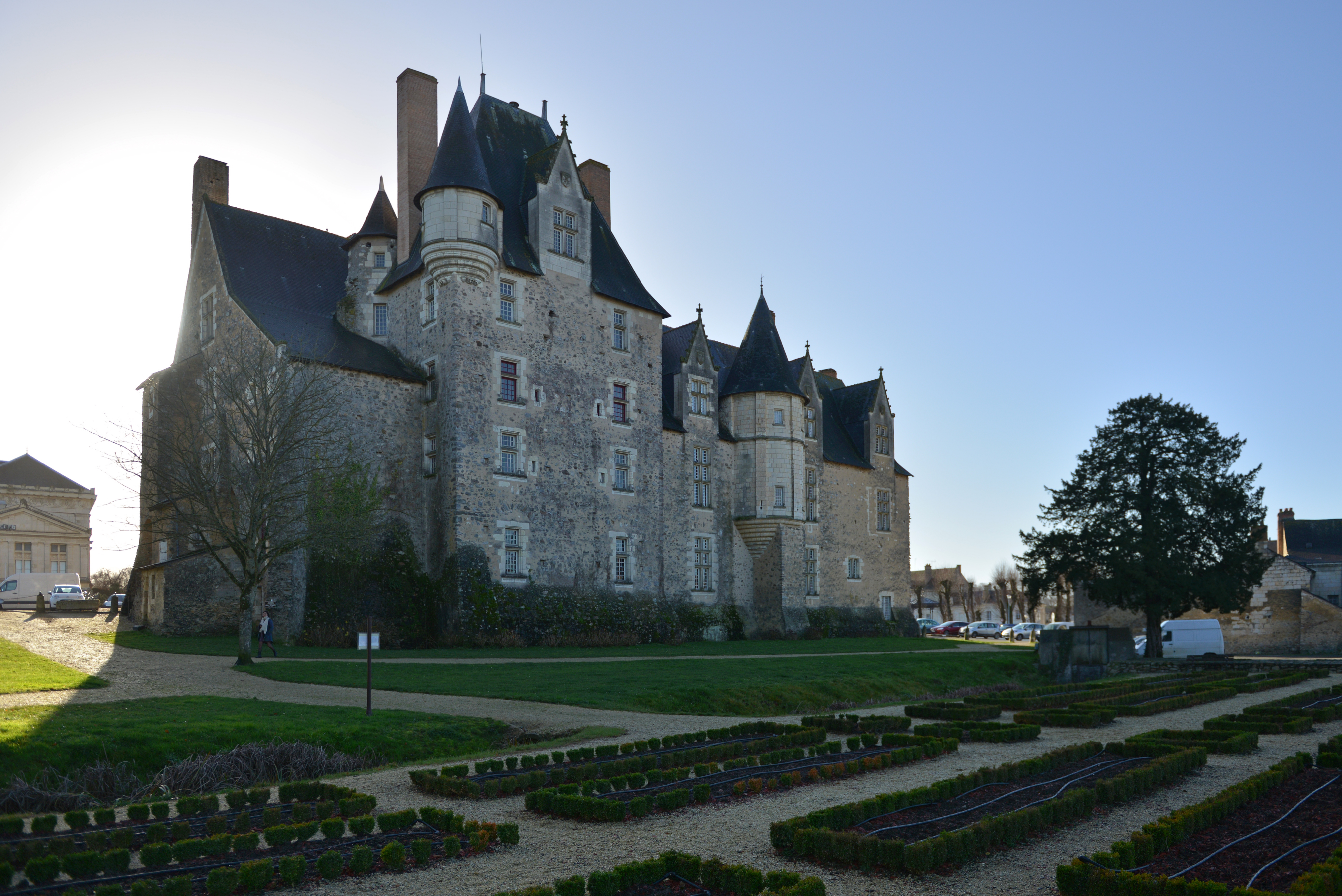
Fachada trasera (2016)
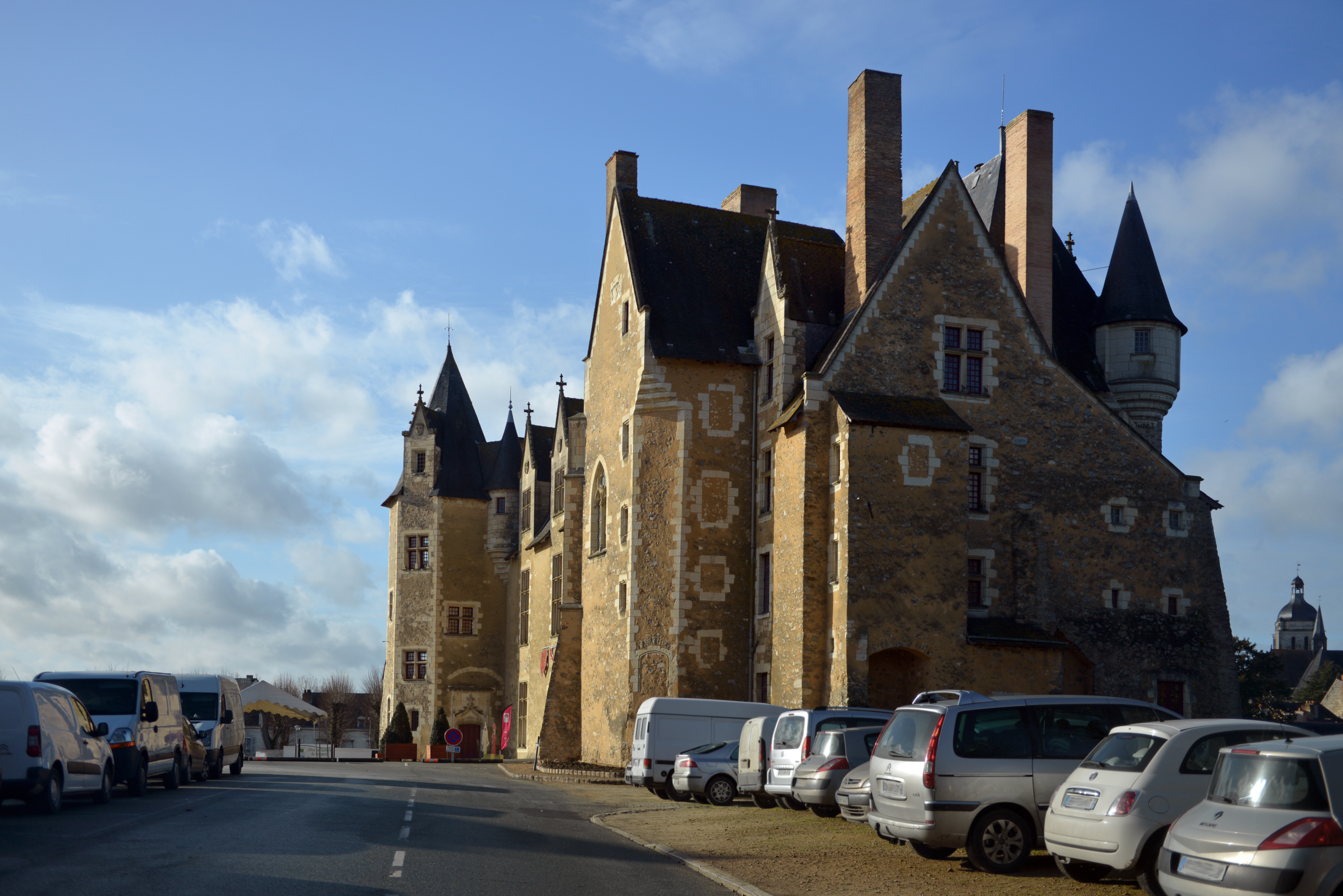
Lateral
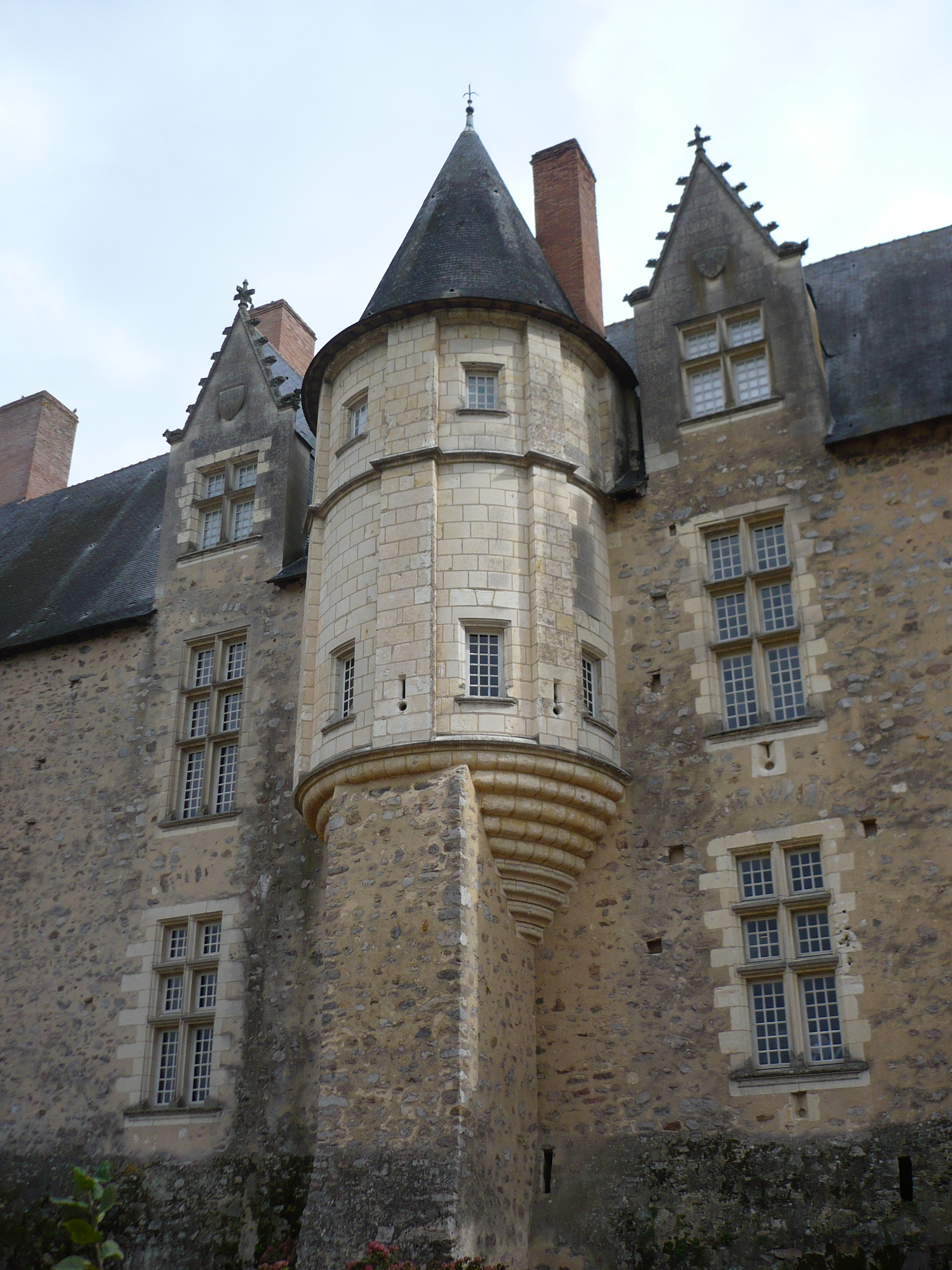
Retrait

Detalles exteriores
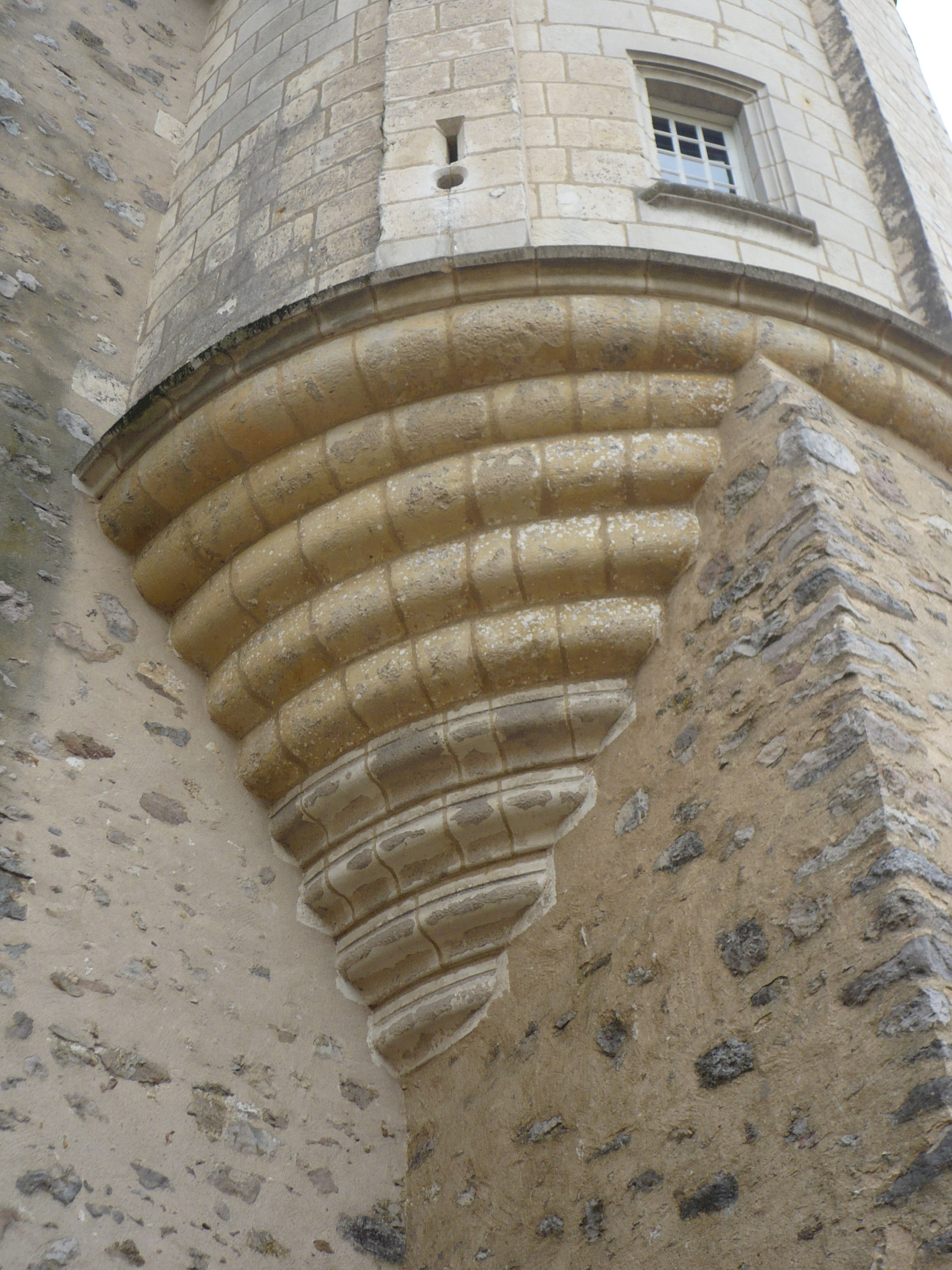
Voladizo
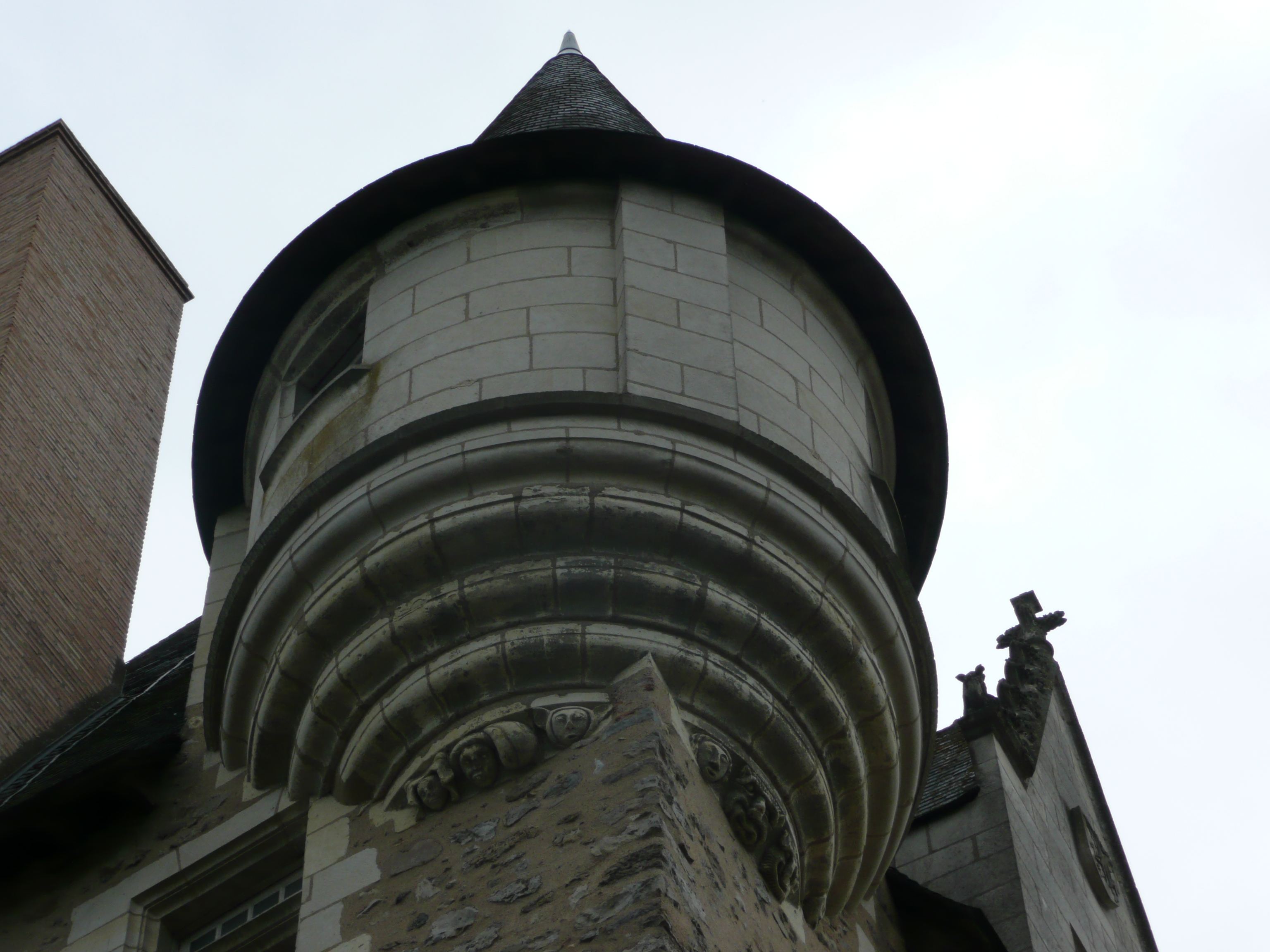
Garita
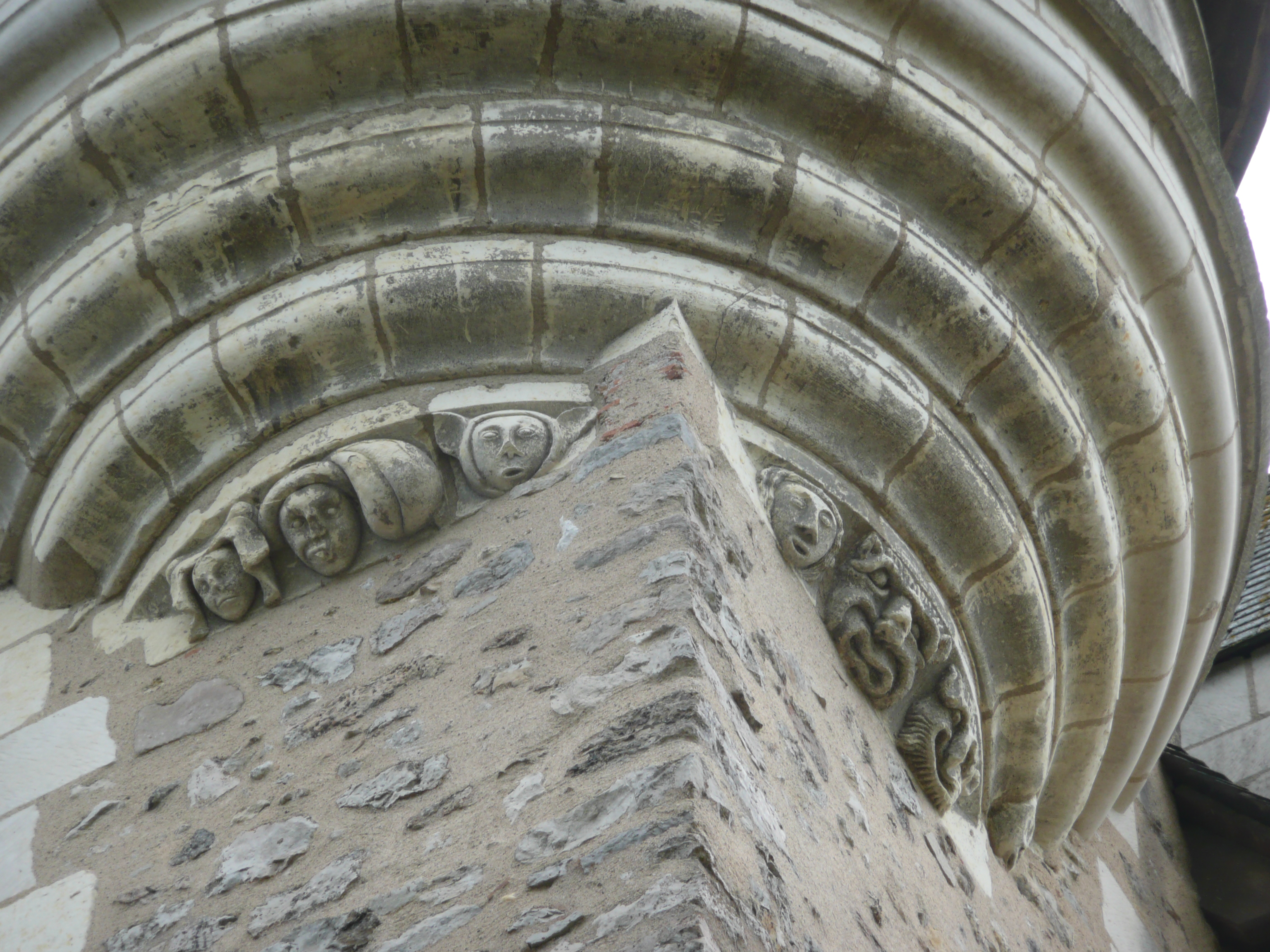
Garita (detalle)
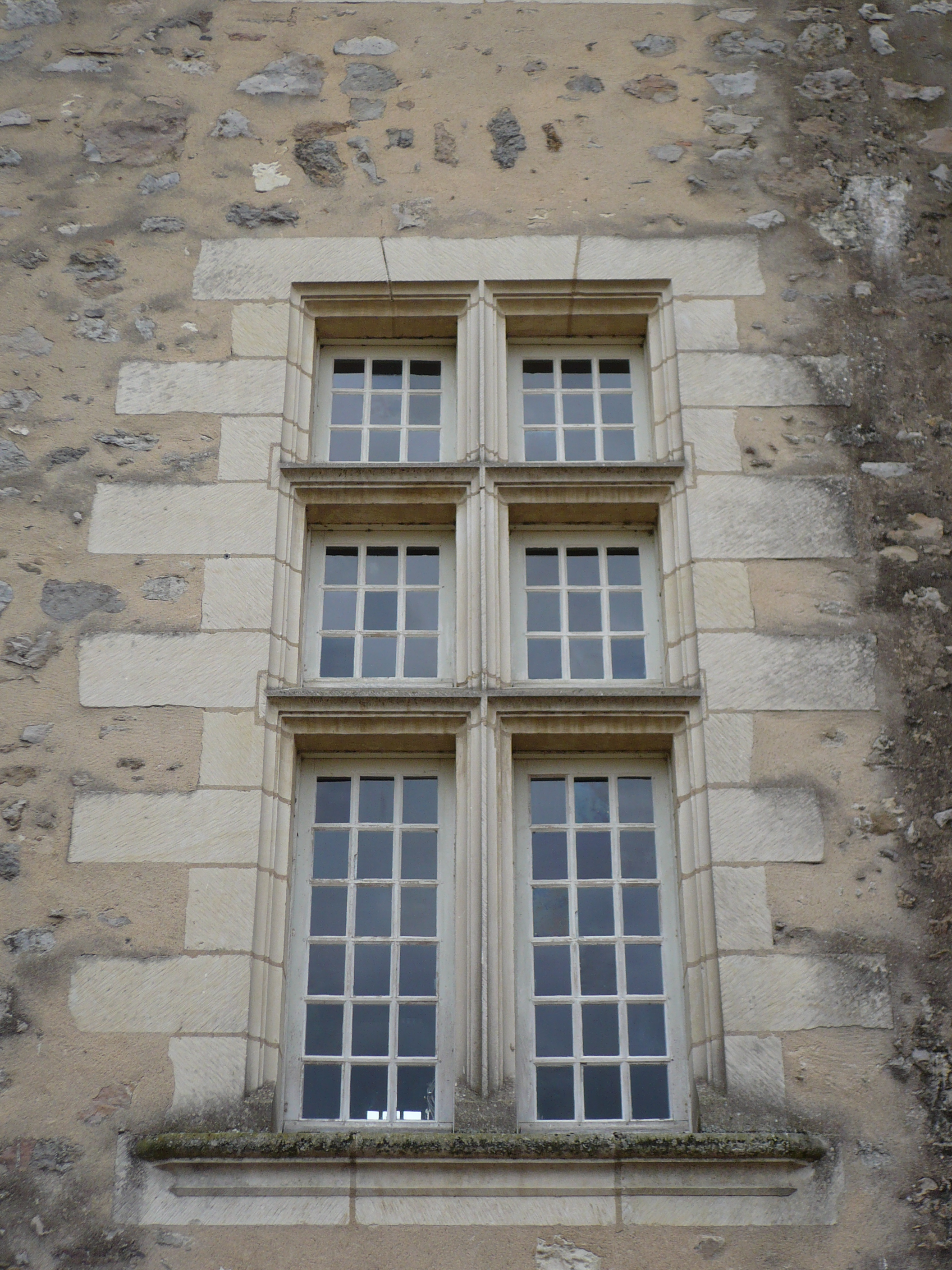
Ventana
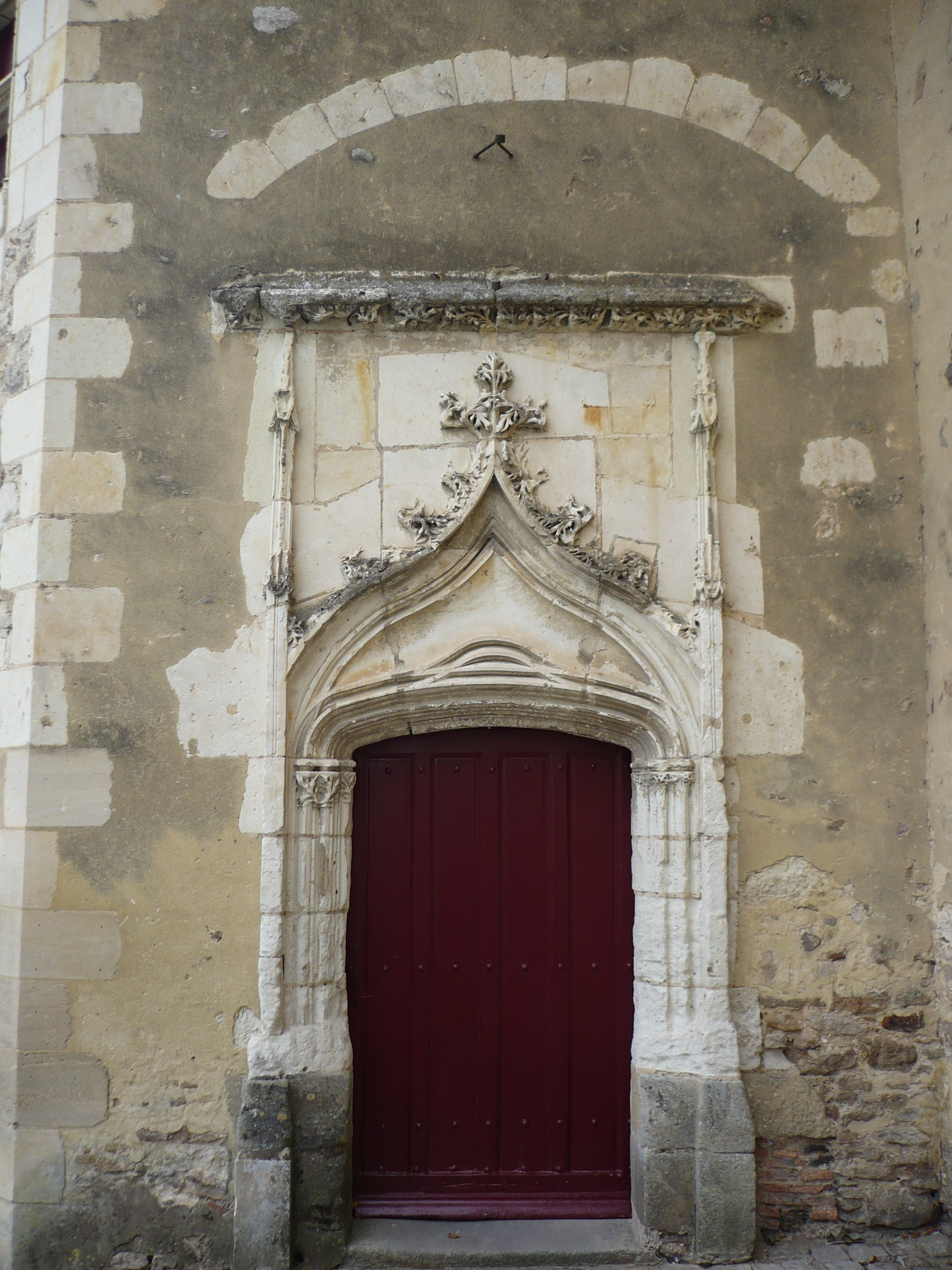
Puerta
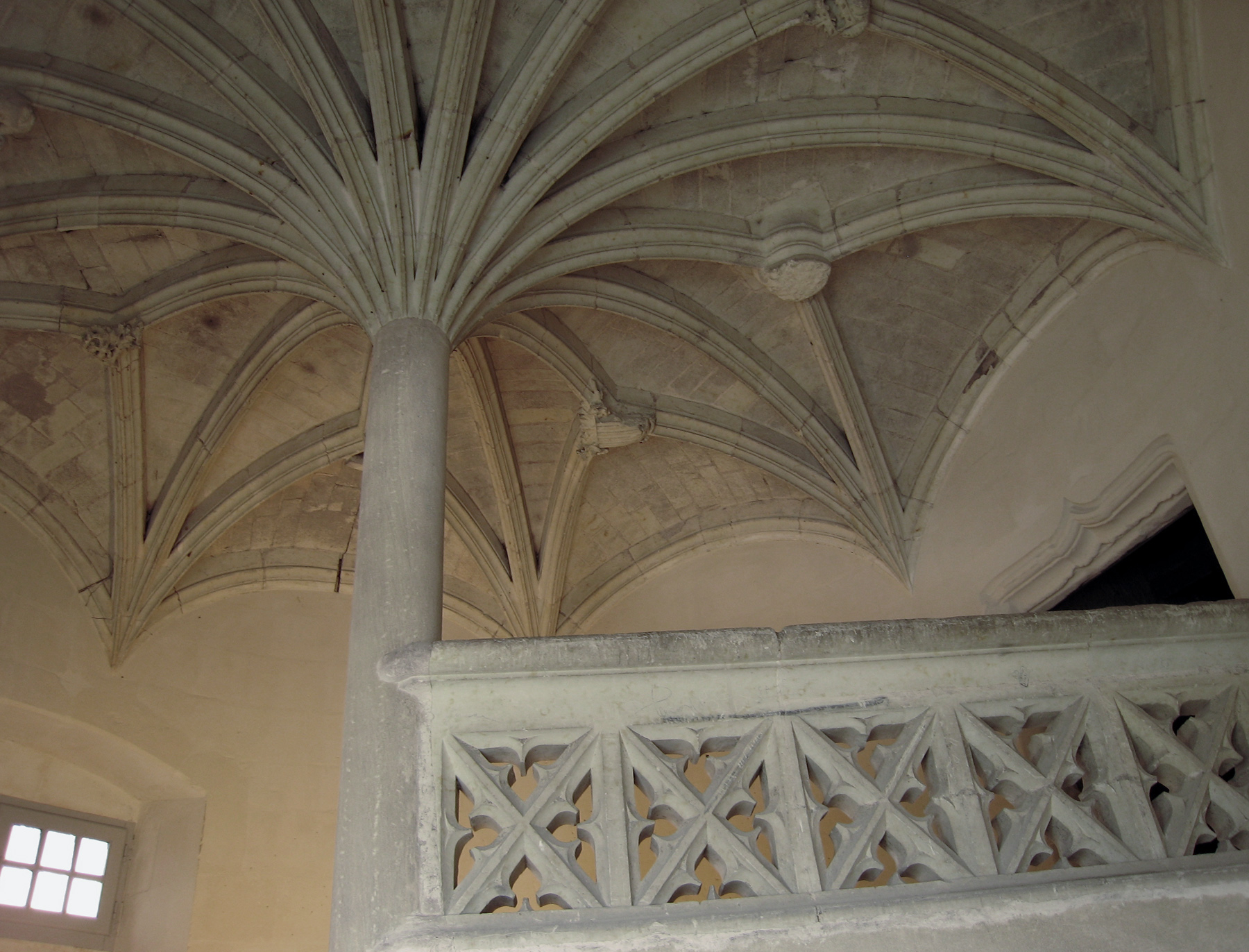
Escalera de piedra con columna central y bóveda en palmera.